# Мельников Семен Іванович

Семен Іванович Мельников (4 квітня 1902 — 14 липня 1984) — радянський військовий діяч, політпрацівник, генерал-лейтенант. Герой Радянського Союзу (17.11.1943). Член ЦК КП(б)У в 1949—1952 роках.

## Біографія
Народився 4 квітня (22 березня) 1902 року в селі Липовка Ізвольської волості Єлецького повіту Орловської губернії (тепер Задонського району Липецької області, РФ) у селянській родині. У 1914 році закінчив чотири класи школи.
У 1914 — 1917 р. — конюх цукрового заводу в селі Хмелинець Орловської губернії.
У 1921 — 1922 р. — секретар Липовської сільської ради Орловської губернії. У 1922 — 1924 р. — робітник радгоспу.
У травні 1924 — вересні 1925 р. — служба у Червоній армії. У 1925 році закінчив полкову школу. Служив в артилерійських військах Українського військового округу.
У 1925 — 1926 р. — кріпильник шахти в місті Горлівка.
Член ВКП(б) з 1926 року.
У 1926 — 1927 роках — робітник цукрового заводу в селі Хмелинець на Орловщині. У лютому — листопаді 1927 р. — голова Липовської сільської ради (тепер Задонського району). У 1927 — 1928 р. — інструктор Кам'янського волосного виконкому Задонського району.
У 1928 — 1930 р. — уповноважений Єлецької окружної контрольної комісії по Задонському району. У 1930 — 1933 р. — голова Волинської контрольної комісії Орловської області. У 1933 — 1934 р. — голова Нижньодівицької контрольної комісії Воронезької області. У 1935 році закінчив курси при Воронезькому обласному комітеті ВКП(б).
З серпня 1935 року — у Червоній армії. Служив помічником військового комісара, військовим комісаром окремого батальйону зв'язку, відповідальним секретарем стрілецької дивізії Московського військового округу, начальником політвідділу танкової бригади у Монгольській Народній Республіці. Учасник боїв на річці Халхін-Гол: в травні — липні 1939 року — начальник політвідділу 57-го особливого корпусу, в липні — вересні 1939 року — заступник начальника політвідділу 1-ї армійської групи.
У 1940 році закінчив Вищі курси політичного складу. Служив заступником начальника відділу пропаганди танкового корпусу, військовим комісаром механізованого корпусу Ленінградського військового округу.
Учасник радянсько-німецької війни з червня 1941 року. У червні — липні 1941 р. — військовий комісар 10-го механізованого корпусу Північного фронту, в липні 1941 р. — військовий комісар Лузької оперативної групи Північного фронту, в липні — серпні 1941 р. — військовий комісар Кінгісепської ділянки оборони, в серпні — вересні 1941 — військовий комісар Копорської оперативної групи Ленінградського фронту. У вересні — листопаді 1941 — член Військової ради 23-ї армії Ленінградського фронту, у листопаді 1941 — червні 1942 — член Військової ради 8-ї армії Ленінградського фронту. Брав участь в обороні Ленінграда.
У червні 1942 — квітні 1943 р. — член Військової ради 3-ї танкової армії Західного, Воронезького, Південно-Західного фронтів. У квітні — травні 1943 р. — член Військової Ради 57-ї армії Південно-Західного фронту.
У травні 1943 — квітні 1947 року — член Військової ради 3-ї гвардійської танкової армії Брянського, Центрального, Воронезького, 1-го Українського фронтів, Групи радянських окупаційних військ в Німеччині.
У квітні 1947 — січні 1948 року — заступник командувача 1-ї гвардійської механізованої армії з політичної частини (Групи радянських окупаційних військ в Німеччині). У 1948 році закінчив курси перепідготовки політичного складу при Військово-політичній академії імені Леніна.
У жовтні 1948 — червні 1949 року — член Військової ради — заступник командувача військ Прикарпатського військового округу з політичної частини.
У червні 1949 — липні 1950 року — заступник командувача бронетанкових і механізованих військ Збройних Сил СРСР з політичної частини.
У 1950 — червні 1953 року — член Військової ради Горьковського військового округу.
У червні 1953 — грудні 1957 року — член Військової ради 8-ї механізованої армії Прикарпатського військового округу. Брав участь у придушенні Угорської революції 1956 року.
З грудня 1957 року — у відставці.
Проживав у Москві, де й помер 14 липня 1984 року. Похований на Кунцевському цвинтарі Москви.

## Звання
- політрук (17.02.1936)
- батальйонний комісар (1938)
- полковий комісар (9.09.1939)
- бригадний комісар (19.09.1940)
- генерал-майор танкових військ (20.12.1942)
- генерал-лейтенант танкових військ (29.05.1944)
- генерал-лейтенант (26.04.1984)

## Нагороди
- Герой Радянського Союзу (17.11.1943)
- два ордени Леніна (17.11.1943, 29.05.1945)
- чотири ордени Червоного Прапора (17.11.1939, 4.02.1943, 10.01.1944, 30.12.1956)
- орден Кутузова 1-го ст. (6.04.1945)
- орден Кутузова 2-го ст. (18.12.1956)
- орден Суворова 2-го ст. (25.08.1944)
- орден Богдана Хмельницького 2-го ст. (29.05.1944)
- орден Вітчизняної війни 1-го ст. (27.08.1943)
- орден Червоної Зірки (20.06.1949)
- монгольський орден Бойового Червоного Прапора (1939)
- польський орден Хрест Грюнвальда (1946)
- польський орден Віртуті Мілітарі (1946)
- чехословацький орден Білого Лева 1-го ст. (1948)
- ордени
- медалі